# Dirnismaning

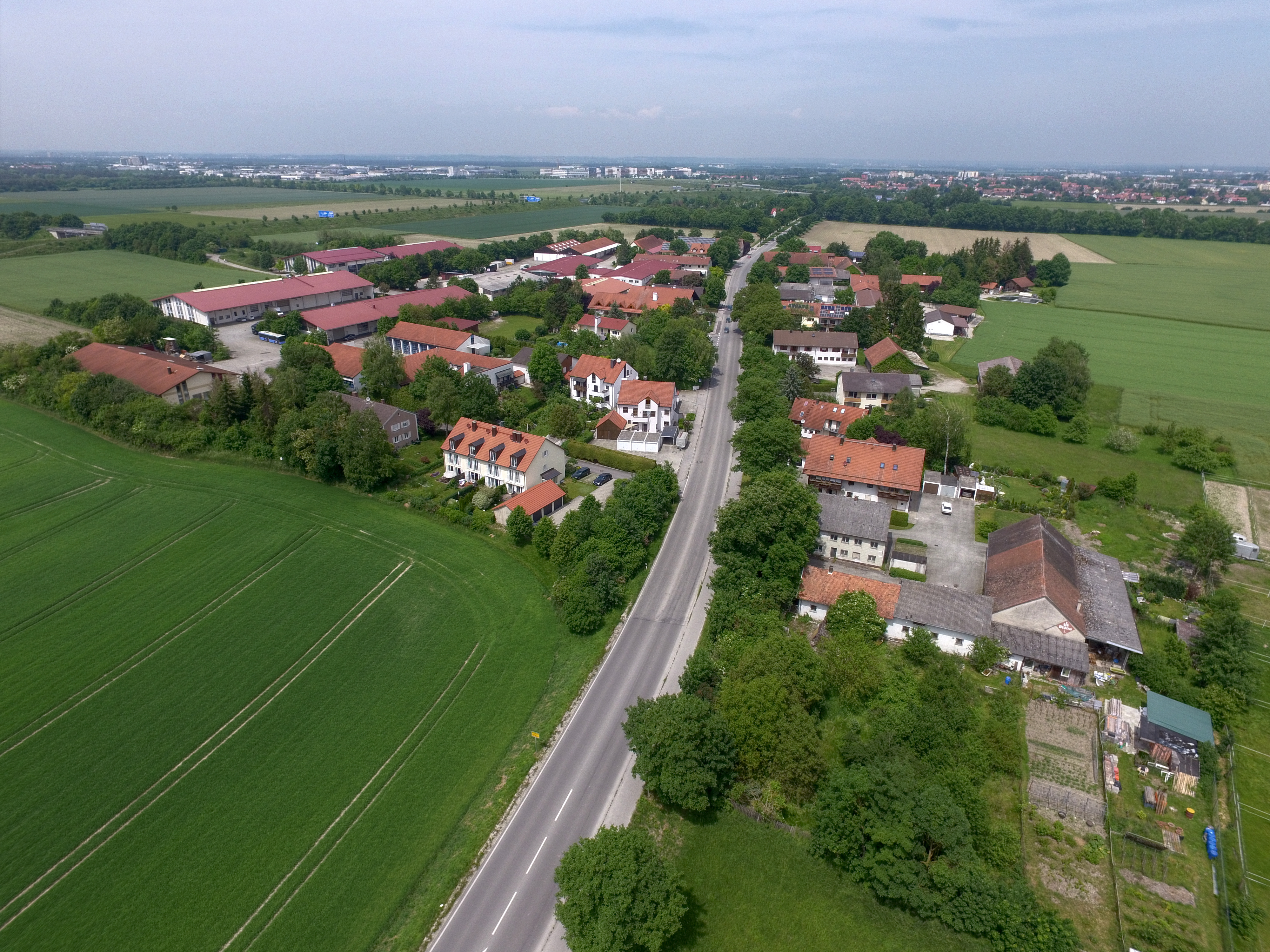
Dirnismaning

Dirnismaning ist ein Stadtteil von Garching bei München im oberbayerischen Landkreis München. 

## Geographie
Das Dorf Dirnismaning grenzt an Garching bei München, an Ismaning, an Hochbrück (Stadt Garching) und an die Landeshauptstadt München. Die Grenze zu Ismaning wird durch das linke Isarufer gebildet. Hier quert bei Flusskilometer 136 der Kollmannssteg die Isar.
Zwischen Ort und Isar verläuft der Schleißheimer Kanal, der nördlich des Ortes in Richtung Schleißheim nach Westen abknickt. An der Knickstelle lag der Garchinger Hafen.